# Cantharellus cyanescens
Cantharellus cyanescens é uma espécie de fungo pertencente à família Cantharellaceae.